# Romantic?
Romantic? ist das sechste Studioalbum der britischen Synthie-Pop-Band The Human League. Es ist das letzte Album, das die Band bei Virgin Records veröffentlichte.

## Entstehungsgeschichte
Nach dem Ausstieg von Philip Adrian Wright und Ian Burden verblieb nur das Gesangstrio Oakey, Sulley und Catherall. Die Band verstärkte sich mit Keyboarder Neil Sutton und Gitarrist Russell Dennet und ging erneut zu Martin Rushent, um in dessen Genetic Sound Studio neues Material einzuspielen. Bei den Aufnahmen half auch Jo Callis wieder mit, der die Band während der Aufnahmen für Hysteria verlassen hatte. Mit Let’s Get Together Again war auch auf dem sechsten Studioalbum wieder eine Coverversion, diesmal eine der Glitter Band enthalten. Die ausgekoppelte Single Heart Like a Wheel wurde von den beiden The-Rezillos-Kollegen Jo Callis und Eugene Reynolds (Alan Forbes) geschrieben und von Martin Rushent produziert.

## Titelliste
| #   | Titel                      | Autor(en)              | Länge |
| --- | -------------------------- | ---------------------- | ----- |
| 1.  | Kiss the Future            | Oakey, Sutton          | 4:13  |
| 2.  | A Doorway?                 | Dennett, Oakey, Sutton | 4:28  |
| 3.  | Heart Like a Wheel         | Callis, Reynolds       | 3:54  |
| 4.  | Men Are Dreamers           | Dennett, Oakey         | 3:54  |
| 5.  | Mister Moon and Mister Sun | Oakey, Sutton          | 3:54  |
| 6.  | Soundtrack to a Generation | Oakey, Sutton          | 3:56  |
| 7.  | Rebound                    | Oakey, Sutton          | 3:56  |
| 8.  | The Stars Are Going Out    | Oakey, Sutton          | 4:05  |
| 9.  | Let’s Get Together Again   | Shephard, Rossall      | 4:05  |
| 10. | Get It Right This Time     | Callis, Rae            | 4:13  |

## Rezeption

### Kritiken
William Ruhlmann rezensierte das Album für die Musikdatenbank Allmusic. Er kommt zu dem Urteil, dass, obwohl einige Titel ein wenig Verve verströmten, besonders wenn die beiden Sängerinnen mehr in den Vordergrund träten, es sich um Altbekanntes handele, dass man bereits früher und besser gesehen habe.

## Chartplatzierungen
Das Album konnte sich lediglich in den britischen Albencharts platzieren. Es erreichte dort im September 1990 Platz 24 und hielt sich 2 Wochen. Auch die ausgekoppelte Single Heart Like a Wheel erhielt nur mittelmäßige Hitparadenplatzierungen: in den britischen Singlecharts wurde Platz 29 mit 5 Wochen Chartpräsenz erreicht, in den deutschen Singlecharts Platz 36 und 13 Wochen und in den Billboard Hot 100 im November 1990 Platz 32. Die zweite Singleauskopplung Soundtrack to a Generation erreichte mit Platz 77 nicht die Top 75 der britischen Singlecharts.
| ChartsChartplatzierungen     | Höchstplatzierung | Wochen |
| ---------------------------- | ----------------- | ------ |
| Vereinigtes Königreich (OCC) | 24 (2 Wo.)        | 2      |